# Sillebroen
Sillebroen er et butikscenter i Frederikssund ved Frederikssund Station, indviet i marts 2010. Det er opkaldt efter Sillebro Å, der løber ud i Roskilde Fjord.
Centeret har i dag 75 butikker, restauranter og spisesteder. På øverste niveau er der 2500 kvadratmeter boliger.
I tilknytning til centret er der 800 parkeringspladser.
Sillebroen er tegnet af arkitektfirmaet Mangor & Nagel og opført af TK Development.